# Serbische Revolution

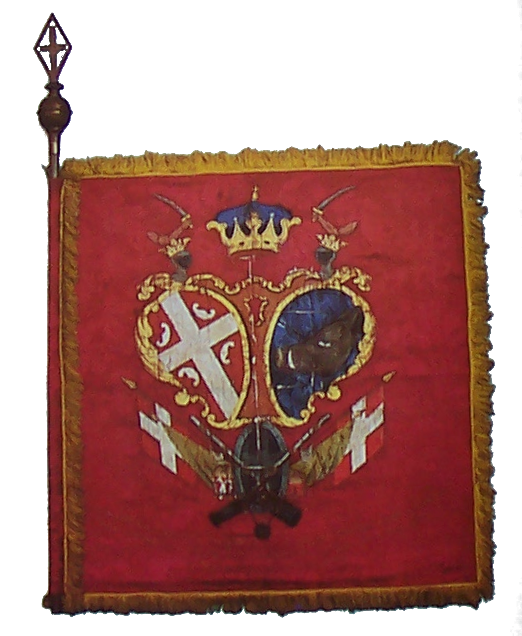
Die Hauptfahne der Revolution

Die Serbische Revolution (serbisch Српска револуција Srpska revolucija) war eine zwischen 1804 und 1835 in mehreren Phasen verlaufende national- und sozialrevolutionäre Erhebung, in deren Folge sich Serbien vollständig von der etwa 300-jährigen osmanischen Herrschaft löste und sich als Nationalstaat etablierte.

## Verlauf
Ein Massaker an 72 serbischen Knezen bzw. Dorfältesten im Januar 1804 im Sandschak von Smederevo durch die Janitscharen löste den Ersten Serbischen Aufstand (1804–1813) unter Führung von Đorđe Petrović aus, gefolgt vom Aufstand unter Prodan Gligorijević (1814) und dem anschließenden Zweiten Serbischen Aufstand (1815–1817) unter Miloš Obrenović, die mit einem Waffenstillstand endeten. In der zweiten Phase (1817–1835) führten diplomatische Verhandlungen 1833 zur Anerkennung des souveränen Fürstentums Serbien durch die Hohe Pforte. Anfangs war das Territorium des Fürstentums relativ klein, das Gebiet beschränkte sich auf das Paschaluk Belgrad. In den Jahren 1831–1833 wurde es im Osten, Süden und Westen erweitert. Mit dem Berliner Kongress 1878 erlangte das Fürstentum seine volle Unabhängigkeit, indem es international anerkannt wurde. Am 6. März 1882 wurde es in das Königreich Serbien (1882–1918) umgewandelt. Der Ausdruck „Serbische Revolution“ wurde von Leopold von Ranke (1795–1886) in seinem Buch Die serbische Revolution aus dem Jahr 1829 geprägt.